# هنري وينثروب سارجنت
هنري وينثروب سارجنت (بالإنجليزية: Henry Winthrop Sargent)‏ هو  ومهندس معماري ومهندس المناظر الطبيعية وعالم نبات أمريكي، ولد في 26 نوفمبر 1810 في بوسطن في الولايات المتحدة، وتوفي في 11 نوفمبر 1882 في بيكون في الولايات المتحدة.